# Krzysztof Siedlecki
Krzysztof Leon Jan Siedlecki, ps. Wężyk, Wilhelm Rejner (ur. 2 kwietnia 1894 w Warszawie, zm. w grudniu 1942 w Warszawie) –  podsekretarz stanu w Prezydium Rady Ministrów 1933-1936, sekretarz generalny Bezpartyjnego Bloku Współpracy z Rządem, poseł na Sejm w II RP III kadencji.
W 1912 ukończył średnią szkołę techniczną w Kamieńcu Podolskim, w 1918 - wydział przyrodniczy uniwersytetu w Odessie. W okresie studiów pracował w laboratorium uniwersyteckim i miejscowej stacji morskiej. Pełnił wówczas funkcje prezesa Unii Polskiej Młodzieży Niepodległościowej oraz przewodniczącego Centralnego Komitetu Organizacji Młodzieży Akademickiej w Odessie. Od stycznia 1915 należał do Polskiej Organizacji Wojskowej. W październiku 1916 został zastępcą komendanta obwodu czarnomorskiego POW w Czerniowcach. Zorganizował w tym czasie placówkę POW w Kamieńcu Podolskim. Od stycznia do czerwca 1918 był oficerem sztabowym oddziału płk. Stanisława Skrzyńskiego broniącego polskich majątków ziemskich na Ukrainie. W lipcu 1918 został referentem politycznym komendy Organizacji Werbunkowo-Agitacyjnej dywizji gen. Lucjana Żeligowskiego w Odessie. Na tym stanowisku zajmuje się werbunkiem polskich żołnierzy z armii austriackiej. Dwa razy był aresztowany przez Austriaków. W listopadzie 1918 wraz z oddziałem płka Czesława Rybińskiego wyruszył na odsiecz Lwowa. Po bitwie pod Mikulińcami 28 listopada był więziony przez Ukraińców w Tarnopolu do kwietnia 1919, po czym udało mu się uciec i przedostać do Odessy. Od czerwca 1919 był komendantem placówki POW w Odessie. Następnie pełnił funkcje: komendanta okręgu odeskiego (od 1 sierpnia 1919), komendanta rejonu czarnomorskiego (od 1 listopada 1919 do połowy 1920), komendanta rejonu konstantynopolitańskiego i kaukaskiego POW (od 20 lutego do 20 kwietnia 1920), zastępcy komendanta Komendy Naczelnej III C (do końca maja 1920) i komendanta wywiadu POW w Konstantynopolu (od czerwca do października 1920).
Po powrocie do kraju w listopadzie 1920 był w stopniu podporucznika oficerem do zleceń specjalnych Oddziału II Naczelnego Dowództwa WP oraz referentem "Centralnej Agentury" w wydziale wywiadowczym Oddziału II Sztabu Generalnego WP. 31 sierpnia 1924 na własną prośbe przeszedł do rezerwy w stopniu porucznika. W latach 1921–1927 studiował prawo na Uniwersytecie Warszawskim, jednak dyplom magistra otrzymał na Uniwersytecie Stefana Batorego. Od 1924 do 1925 uczęszczał także na Wydział Polityczny Szkoły Nauk Politycznych. W tym czasie pracował w wydziale handlu zagranicznego Ministerstwa Przemysłu i Handlu, a od 1925 do 1926 - w Dyrekcji Funduszu Bezrobocia. W latach 1926–1929 obejmował stanowisko naczelnika wydziału bezpieczeństwa Komisariatu Rządu na m.st. Warszawę, zaś od 1929 do 1930 - starosty białostockiego. Piastował mandat posła III kadencji Sejmu RP z listy państwowej Bezpartyjnego Bloku Współpracy z Rządem. Był członkiem prezydium klubu BBWR, zasiadał w Komisjach: Administracyjnej i Morskiej, był zastępcą członka Komisji Budżetowej. W 1933 został sekretarzem generalnym Bezpartyjnego Bloku Współpracy z Rządem (wcześniej był jego zastępcą). Od 1936 prawdopodobnie do wybuchu II wojny światowej spółki "Reklama Pocztowa" Przedsiębiorstwa Państwowego Poczta Polska, Telegraf i Telefon. 
Należał do zarządu głównego Yacht-Klubu Polski (w latach 1934-1937 był komandorem jego Oddziału Śródlądowego) i Polskiego Touring-Klubu. Był pilotem szybowcowym i należał do Aeroklubu RP.
Był odznaczony m.in. Krzyżem Virtuti Militari V klasy, Krzyżami Komandorskim z Gwiazdą i Oficerskim Orderu Polonia Restituta, Krzyżem Niepodległości, węgierskim Krzyżem Zasługi oraz Orderem Gwiazdy Afgańskiej.
Jest pochowany na cmentarzu Powązkowskim (kwatera 139-6-14 i 15).